# Heliconius flava
Heliconius flava är en fjärilsart som beskrevs av Heinrich Neustetter 1928. Heliconius flava ingår i släktet Heliconius och familjen praktfjärilar. Inga underarter finns listade i Catalogue of Life.